# Szaák Lujza
Szaák Lujza, Melha Kálmánné, 1891-től Horváth Józsefné (Gyarmat, Győr megye, 1855. június 4. – Budapest, 1920. október 11.) tanítónő.

## Élete
Apja, aki régi magyar család ivadéka volt, rokonságban állott a Kisfaludy és Kolozsváry családokkal, visszavonultan kipihente a '48-as évek fáradalmait. 1860. szeptemberben apja Tétre tette át lakását; azonban már 1862. szeptemberben gyermekei iskoláztatása végett Győrbe költözött, ahol leányát az Orsolya-szüzek zárdájába adta. Simor János esztergomi hercegprímás látogatása alkalmával a növendékek nevében ő üdvözölte beszéddel. Az elemi iskolai tanfolyamok végeztével szüleivel Pestre költözött és apja mint százados ismét visszanyerte rangját és katonai szolgálatot teljesítve, igen rövid ideig tartózkodhatott egy helyen. Családja is követte mindenüvé, Bajára, majd Szabadkára, sehol sem feledkezve meg gyermekei neveltetéséről. Leánya is házi nevelésben részesült; utóbbi helyen Kerner Péter pedagógiai és Lázár Gyula irodalomtörténeti tanároknak volt legtöbb befolyásuk a fiatal növendékre.
Édesapja áthelyeztetésével már a második évet Budán, Zirzen Janka igazgatónő vezetése alatt végezte. Alighogy 1874. június végén letette a képesítővizsgát, megválasztották osztálytanítónőnek és a főváros akkori első népiskolájában, a Cukor utcai leányiskola I. B. osztályában mint rendes tanítónőt alkalmazták. Tíz esztendeig tanított egyhuzamban ugyanazon osztályban. 1878-ban lett Melha Kálmán fővárosi ügyvéd nejévé. 1884-ben betegeskedése miatt kénytelen volt a tanítás teréről visszalépni és szabad idejében három fiúgyermeke nevelése mellett, az irodalmat művelte.
Társadalmi téren is kiváló szerepet játszott. Tagja volt különféle hasznos és közművelődési egyleteknek és társulatoknak. Kiváló tevékenységet fejtett ki a népnevelők budapesti egyesülete körében, melynek buzgó tisztviselője volt. Felolvasónőként is dolgozott a fővárosban és vidéken.
1872-től foglalkozott az irodalommal; több vidéki lapba dolgozott (Edith, Ella, Gabriel, Silene álnevek alatt).
Cikkeket írt a Magyar Salonba (A női kézimunkáról), a Miskolczba, Bácskai Ellenőrbe, Ujvidékbe, Egyetértésbe, Fővárosi Lapokba, Magyar Földbe (1884), Paedagogiai Szemlébe, Népnevelők Lapjába (1885. Vajdafi Gusztáv élete); a Magyar Salon Könyvtárába (1885. Blaha Luiza); az Arad és Vidékébe (1888. Korrajz); a Győri Hirlapba (1888. 43. szám Blaha Luiza, 1889. 21. és köv. sz. Kossuth iparvédegylete); a Hazánkba (1889. Görgey Arthurról). Czikke a Pesti Naplóban (1889. 265., 266. sz. A kisdednevelési irodalom úttörői); írt még a Nemzetbe, a Képes Családi Lapokba (1885., 1887. rajzok, stb.), Reménybe, Magyar Háziasszonyba, Pesti Hirlapba, a Tanitótárba, sat.

## Munkái
- Olvasókönyv az elemi népiskolák I. osztálya számára. Budapest, 1886
- A betűismertetés rendszere tekintettel a jelenleg használatban levő «A-B-C»-könyvek betűinek sorrendjére. Uo. 1886
- A kézügyességi oktatás czélja és módszere. Uo. ...
- Beszéd- és értelemgyakorlatok. Uo. ...
- Gyermekversek. Uo. ...
- Sajtó küzdelme a magyar iparért. Felolvasás. Uo. 1890 (különny. az Iparügyekből)
- Báró Jósika Miklós élete és munkái. Uo. 1891

(Munkáit Szaák Luiza névvel adta ki.) A Felolvasásai közül megemlítendők: 1886. márcz. a Lónyay-utczai iskola tantestületi konferencziáján; A kézügyességi oktatás czélja, anyag és módszere; 1866. máj. a népnevelők budapesti egyesületének közgyűlésén: Betűismertetési rendszer; június 10. a pesmegyei tanítógyűlésen Gödöllőn: Olvasó-könyv; 1887-ben február 17-én a budapesti iparos körben: Kézügyesség és ipar (melyet a Politikai Szemle és Iparügyek is közöltek); máj. 25. a győrvidéki tanítóegylet közgyűlésén: Eszmefuttatás a népiskolákról, tekintettel a tananyag és látogatottság egymásra való hatására (ez alkalommal dísztaggá választatott); máj. 4. a philologiai társaság gyűlésén: Jósika Miklós regényeiről (a Figyelőben, Irodalomban és Uj Nemzedékben jelent meg); decz. 8. a népnevelők budapesti egyesületében: A tanitónők menedékházáról; 1888. jan. 18. a győri jogász-olvasókör felolvasó estjén: Báró Jósika Miklós őrangyaláról; febr. 28. a fővárosi iparos körben: Egy főrangú iparosnő.